# Київський лист

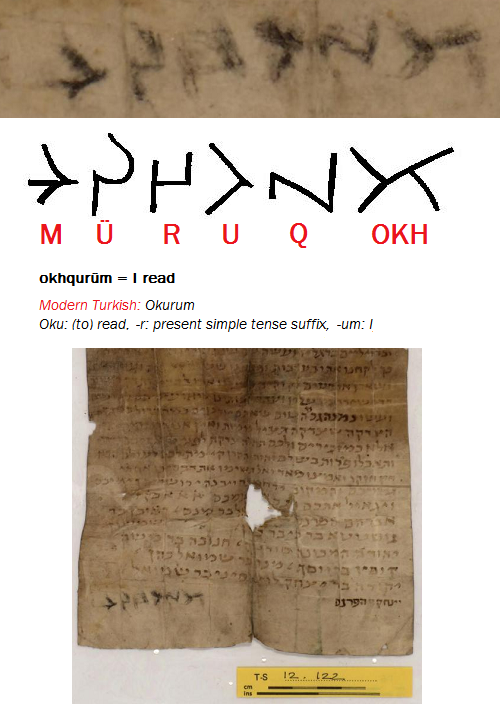
Київський лист, Бібліотека Кембриджського університету

«Ки́ївський лист» — рекомендаційний лист, виданий мару Якову бен Хануці хозарською юдейською громадою Києва. На думку першовідкривачів, даний лист є найдревнішим автентичним документом, написаним на території Київської Русі і може датуватися X століттям. Документ написаний давньоєврейською мовою і містить першу згадку про Київ у формі Qiyyōb (дав-євр. קייב).

## Зміст
Лист містить прохання до юдеїв інших міст пожертвувати кошти на викуп Якова бен Хануки. Повідомляється, що він ніколи не був у потребі раніше, аж поки не поручився за брата, що взяв гроші у невірних. Брата вбили розбійники, і коли настав час повертати борг, заставника посадили у тюрму. Через рік громада викупила його за 60 монет, але для повного його звільнення потребувалося ще 40. Яков бен Ханука з даним листом збирає суму, якої бракує. В кінці листа стоять підписи (імена) його упорядників. Всього 11 осіб. Останнє слово написане древнім тюркським рунічним письмом. Можливо, це єдиний напис хозарською мовою, що дійшов до наших днів, який означає «Я прочитав (це)». 

## Текст листа
1. Перший з найперших (тобто Бог), Той, хто прикрашений короною «Конечний і Перший»,
2. Хто чує шепіт і слухає бурмотіння і мову — хай Він береже їх
3. як зіницю [свого ока] і поселить їх з Нашоном на висоті як першого -
4. Людей Правди, байдужих до вигоди, творців любові-доброти і послідовників доброчинства,
5. охоронців визволення чий хліб є доступним кожному подорожньому та перехожому,
6. святі общини розкидані по всіх куточках (світу): нехай це буде воля
7. Володаря Миру дати їм життя корони миру! Тепер, наші повелителі і володарі,
8. ми, община Києва, (цим інформуємо вас про скорботну справу цього Мар Якова
9. Ханукки, який є з синів [добрих людей]. Він був той, хто дає, а не той,
10. хто забирає, аж поки жорстокий декрет був виданий проти нього про те, що його брат пішов і взяв гроші
11. від інородців; за це Яків поручився. Його брат пішов дорогою, і тут з'явились
12. розбійники, що вбили його і забрали гроші. Тоді прийшли кредитори
13. [і п]олонили Якова, вони наклали залізні ланцюги на його шию
14. і залізо довкола його ніг. Він залишався там цілий рік …
15. [і після цього] ми поручилися за нього; ми виплатили шістдесят [монет] і ще[…]
16. залишилось сорок монет; тому ми послали його до святих громад
17. що можуть пожаліти його. Тепер, О наші повелителі, підніміть ваші очі до неба
18. і вчиніть згідно з вашим божественним звичаєм, бо ви знаєте якою величною є чеснота
19. доброчинства. Бо доброчинство рятує від смерті. Ми не є тими, хто наполягає,
20. але швидше нагадувачами; і до вас буде доброчинство перед Господом вашим Богом
21. Ви будете пожинати плоди у цьому світі і основний фонд гідності буде ваш довічно у житті що прийде.
22. Тільки будьте сильними і рішучими, і не залиште наших слів поза
23. вашими спинами; і нехай Всюдисущий благословить вас і збудує Єрусалим в наші дні
24. і викупить вас і нас разом з вами. (Акронім, що означає «Амінь, Амінь, Амінь, скоро [спасіння прийде]» або «Братній народ ми є, скоро […]».)
25. Авраам Парнас [лідер общини] […]ел бар МНС Рубен бар
26. ҐВСТТ' (Гостята) бар КИБР (Кіабар) Коген       Самсон
27. Юда, що зветься СВРТ' (Сурта) Ханука бар Мойсей
28. КВФИН (Куфін) бар Йосиф МНР (Манар) бар Самуель Коген
29. Юда бар Ісаак Левит Синай бар Самуель
30. Ісаак Парнас [Рунічний напис, що читається як hokurum[2], «Я прочитав (це)»]

## Історія відкриття
Лист був виявлений серед колекції давньоєврейських рукописів Каїрської Генізи у синагозі Бен-Езра професором університету Чикаго, Норманом Голбом (Norman Golb) у 1962 р. Пізніше, до вивчення пам'ятки долучився професор Гарвардського Університету, Омелян Пріцак. Автори доповіли про результати своїх досліджень на кількох наукових конференціях, і в 1982 р. документ був опублікований у їхній спільній монографії, де Голб здійснив переклад, а Пріцак — інтерпретацію. В СРСР факт існування листа був відомим, але не афішувався. Вперше лист було опубліковано в перекладі з англійської російською мовою у 1997 р.

## Рукопис

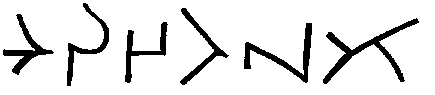
Напис з Київського листа давнім тюркським рунічним письмом

Рукопис T-S (glass) 12.122. зберігається в бібліотеці Кембриджського університету. Він становить шматок пергаменту довжиною 22,5 см і шириною 14,4 см. В двох місцях лист пошкоджений, має сім вертикальних складок. Текст написаний на лицевій стороні, зворотний бік — порожній. Чорнило коричневе (вицвіле чорне). Текст займає 30 рядків.

## Атрибуція
Текст листа не містить вказівок на час його створення. За палеографічними ознаками Н. Голб датував його X століттям. Актовий характер джерела дозволяє вважати його оригіналом, а не копією. Те, що лист був знайдений в Каїрі, свідчить про те, що Єгипет був кінцевим пунктом подорожі Якова.
Місце написання листа визначається за виразом у 8-му рядку. «Ми повідомляємо вам, спільното Києва…». Дана синтаксична конструкція має два варіанти прочитання. Або київська спільнота звертається до сусідів, або до неї звертається якась інша спільнота. Другий варіант визнаний малоймовірним, оскільки за змістом, лист адресується до всіх спільнот, а не до якоїсь конкретної.
Ряд ознак вказує на те, що упорядниками листа були тюрки-юдеї. Про це свідчать, по-перше, родові несемітські імена, серед яких досить виразно читаються тюркські Кабар, Савар, і слов'янське Гостята. По-друге, незвичайний склад єврейських власних імен, що характерний швидше для прозелітів і що має аналоги серед відомих хозарських імен. І по-третє, тюркське слово в кінці документу. Воно складається з 6-ти рунічних символів, котрі поки переконливо не дешифровані.

## Історикознавче значення
Документ містить найдавнішу згадку про Київ, зафіксовану у формі Qiyyōb. Оскільки лист є прикладом приватної правової домовленості, то він становить велику цінність для вивчення давньоруської правової системи. Дає найраніше свідчення про існування на Русі боргового рабства. Висвітлює процедури закладу і поруки. Крім цього, лист є третім виявленим джерелом хозарського походження (поряд із листом царя Йосифа і листом анонімного хозарського єврея 10 ст.) Його відкриття додало додатковий аргумент дослідникам, що дотримуються ідеї про порівняно широке розповсюдження юдаїзму в Хозарії.